# Toyota (Aichi)
Toyota (豊田市, Toyota-shi) é uma cidade japonesa localizada na região de Mikawa, na Prefeitura de Aichi. Em 1 de fevereiro de 2018, a cidade tinha uma população de 425.059 pessoas e uma densidade populacional de 462,86 habitantes/km². A área total é de 918.32 km².

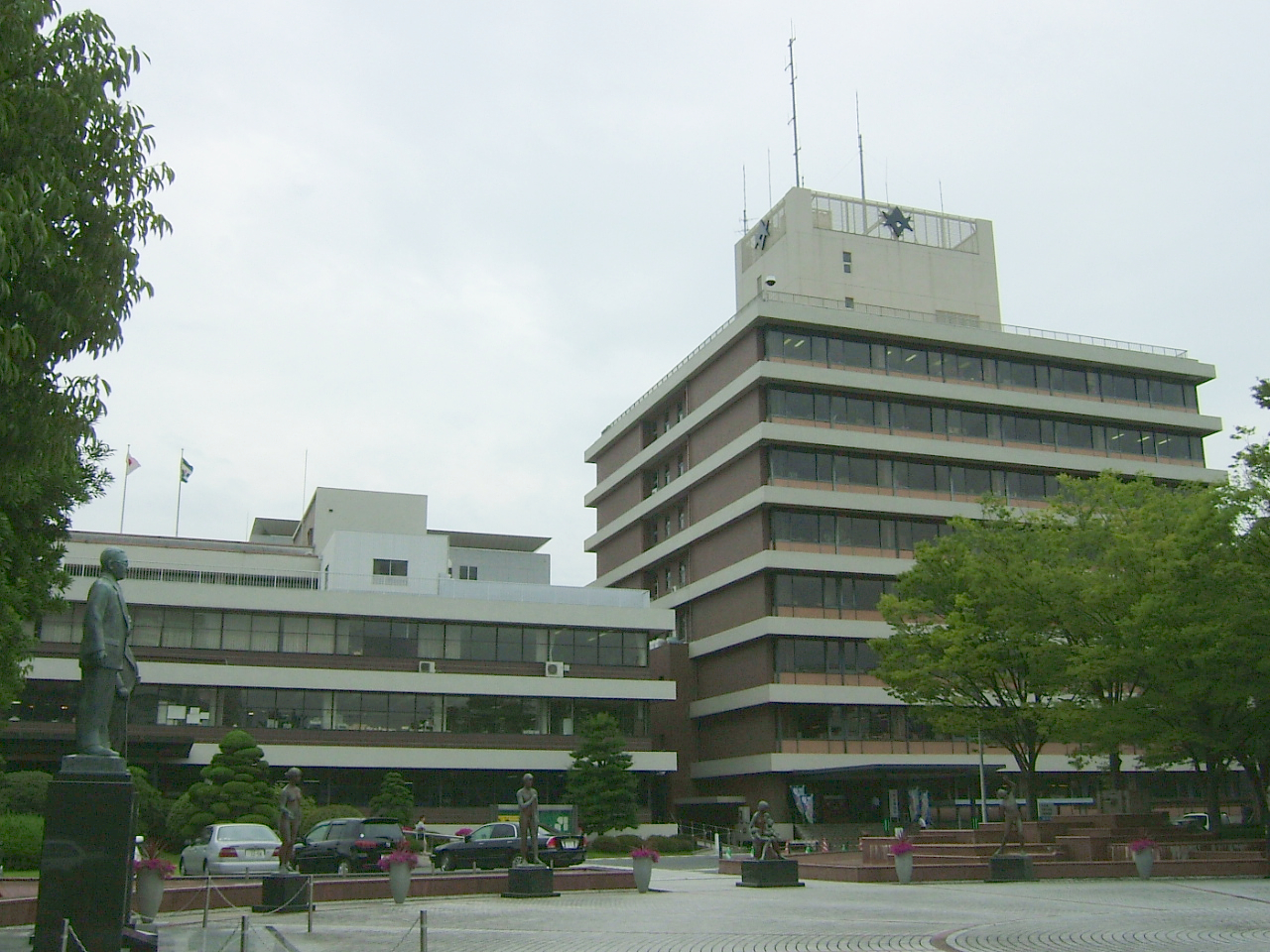
Câmara Municipal de Toyota

A cidade possui fortes laços com a Toyota Motor Corporation. Antes chamada de Koromo, a cidade mudou seu nome para homenagear a Toyota, a principal empregadora da região, em 1 de janeiro de 1959.
A cidade concentra uma expressiva quantidade de brasileiros residentes. O destaque fica por conta do bairro conhecido como Homi Danchi (保見団地), um conjunto residencial no qual residem, segundo estimativas, entre 3 e 4 mil brasileiros. O bairro conta com uma boa infraestrutura comercial voltada a comunidade verde-amarela, incluindo loja de produtos brasileiros, e mais recentemente, um shopping center voltado a comunidade brasileira local.

## História
A área da atual Toyota é habitada desde tempos pré-históricos, e arqueólogos encontraram vestígios de artefatos do período paleolítico Japonês. No Período Kofun, a área estava sob controle do Clã Mononobe, que construiu numerosos túmulos kofun. O antigo nome da cidade "Koromo" é mencionado no Kojiki e em outros antigos documentos Japoneses.
Durante o Período Edo, partes da área da atual cidade estavam sob controle do Domínio Koromo, um han feudal do Xogunato Tokugawa, entratanto, a maior parte da área da atual cidade era território tenryō controlado diretamente pelo governo em Edo e administrada por administradores apontados da classe Hatamoto. A vila de "Tokugawa", da qual Tokugawa Ieyasu tirou seu nome, era localizada dentro do que é hoje a cidade de Toyota.
Após a Restauração Meiji, a área foi organizada nas cidades de Asuke e Koromo e numerosas vilas dentro dos distritos de Higashikamo e de Nishikamo.
A área foi uma importante produtora de seda e prosperou do Período Meiji até o Período Taishō. Como a demanda por seda crua diminuiu no Japão e no exterior, Koromo entrou em um período de declínio gradual após 1930. Tal declínio encorajou Kiichiro Toyoda, primo de Eiji Toyoda, a procurar alternativas para o negócio de fabricação de máquinas automáticas de tear da família. A procura levou à fundação do que se tornaria a Toyota Motor Corporation. A primeira fábrica, conhecida como Toyota Honsha, iniciou as operações em novembro de 1938.
Em 1 de março de 1951, Koromo ganhou status de cidade e absorveu a vila de Takahashi do Distrito de Nishikamo em 30 de setembro de 1956. Devido a fama e a importância econômica de sua principal empregadora, a cidade de Koromo (挙母市) mudou seu nome para Toyota em 1 de janeiro de 1959.

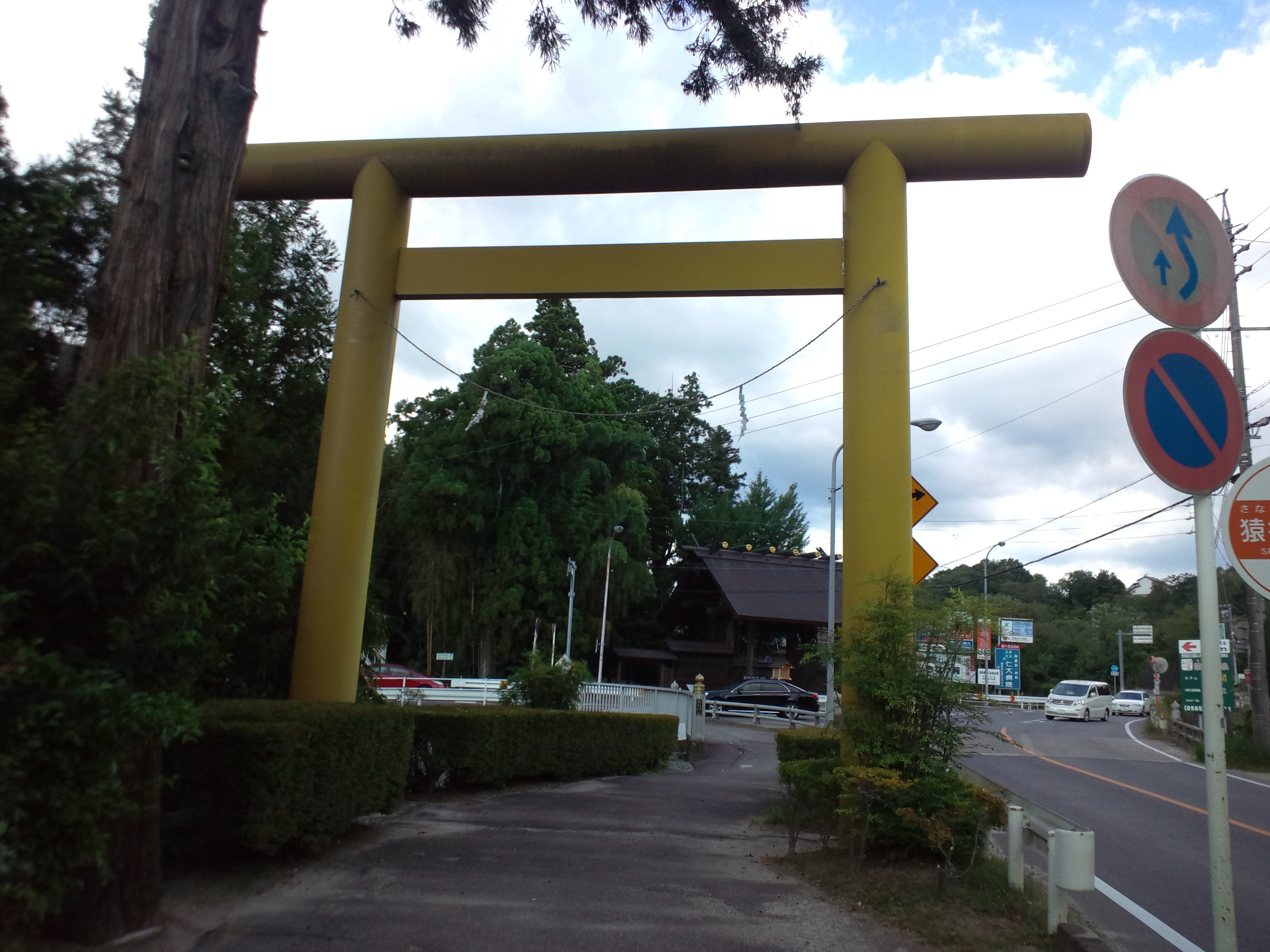
Santuário Xintoísta de Sanage
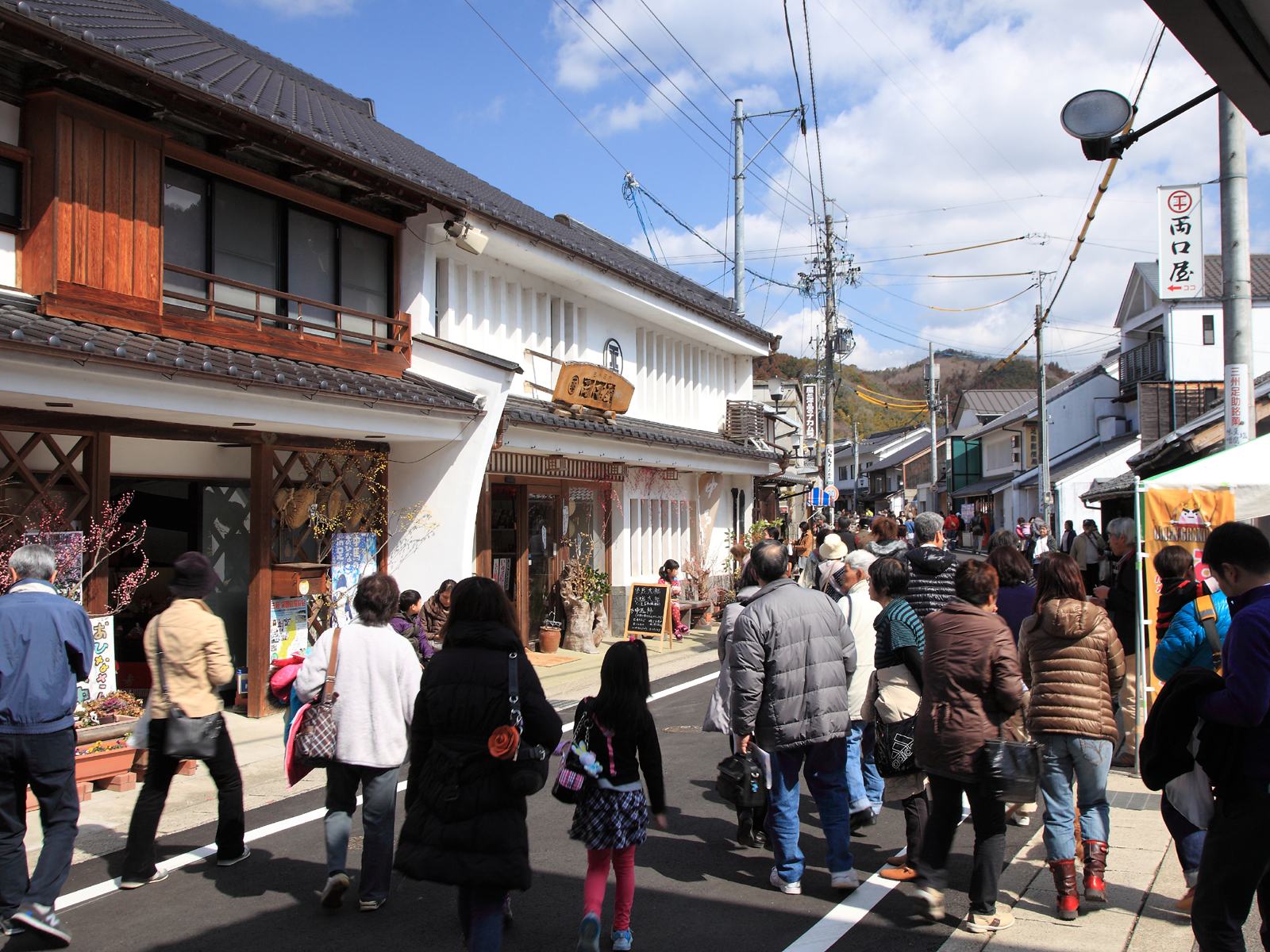
Área Asuke
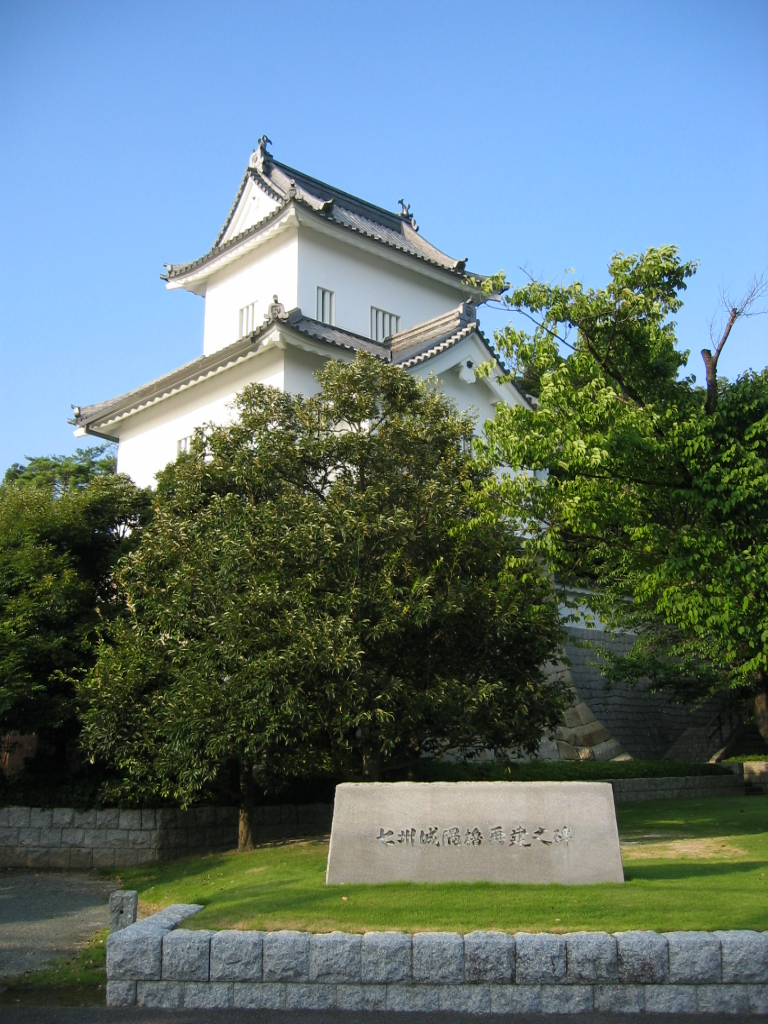
Castelo de Koromo
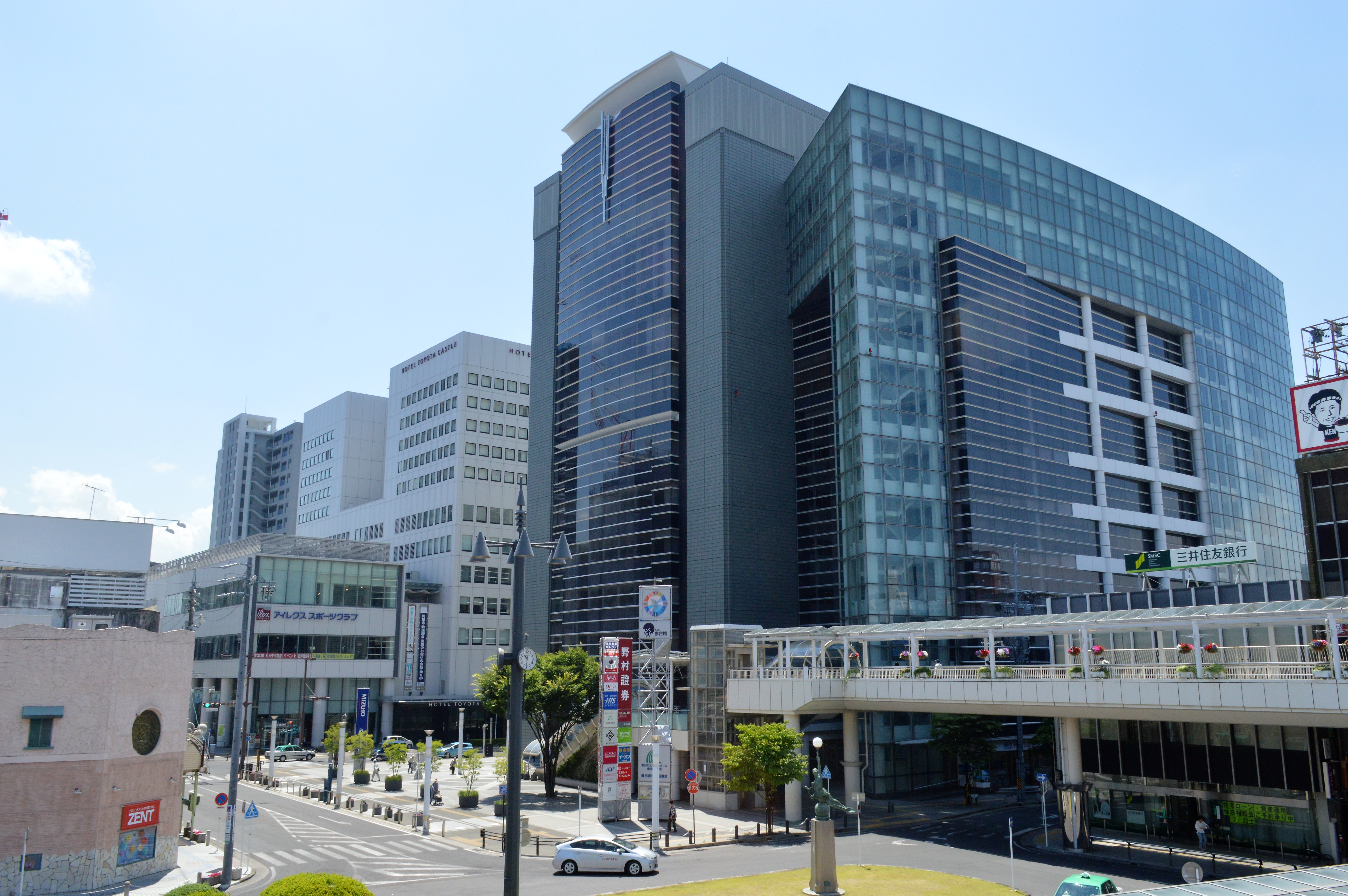
Centro de Toyota

## Geografia
Toyota está localizada na parte centro norte da Prefeitura de Aichi, e é a maior cidade da prefeitura em termos de área. Há montanhas ao norte, com picos atingindo 1000 metros na fronteira com as prefeituras de Nagano e Gifu. Boa parte da área montanhosa do norte está dentro do Parque Quase-Nacional Aichi Kōgen. As áreas central e sul da cidade possuem colinas e planaltos agrícolas. Toyota está localizada a uma hora de carro de Nagoia.

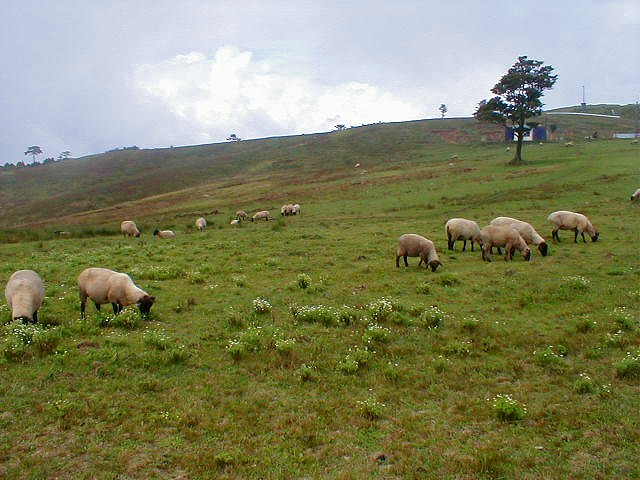
Iyama
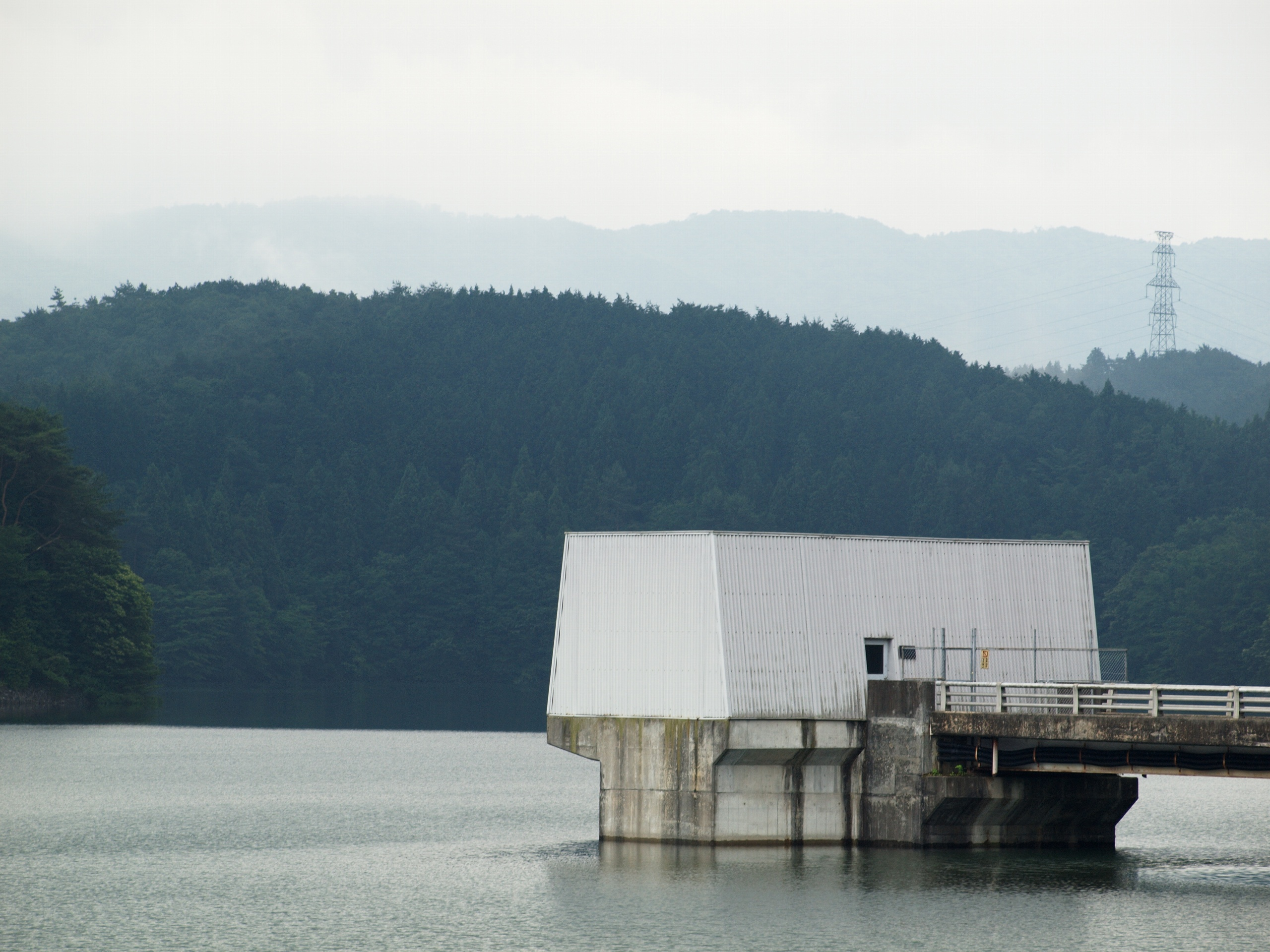
Lago Kuroda
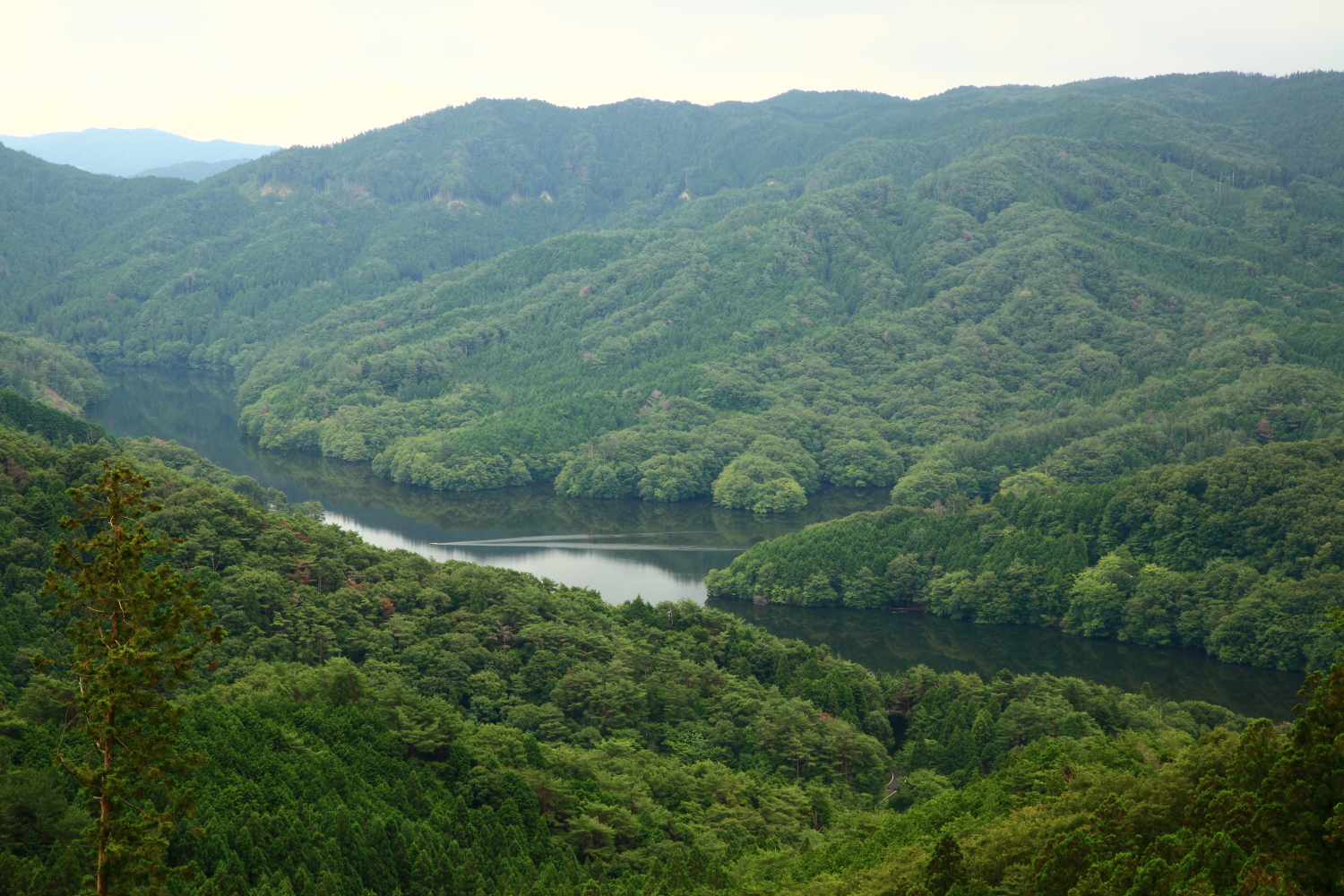
Lago Mikawa
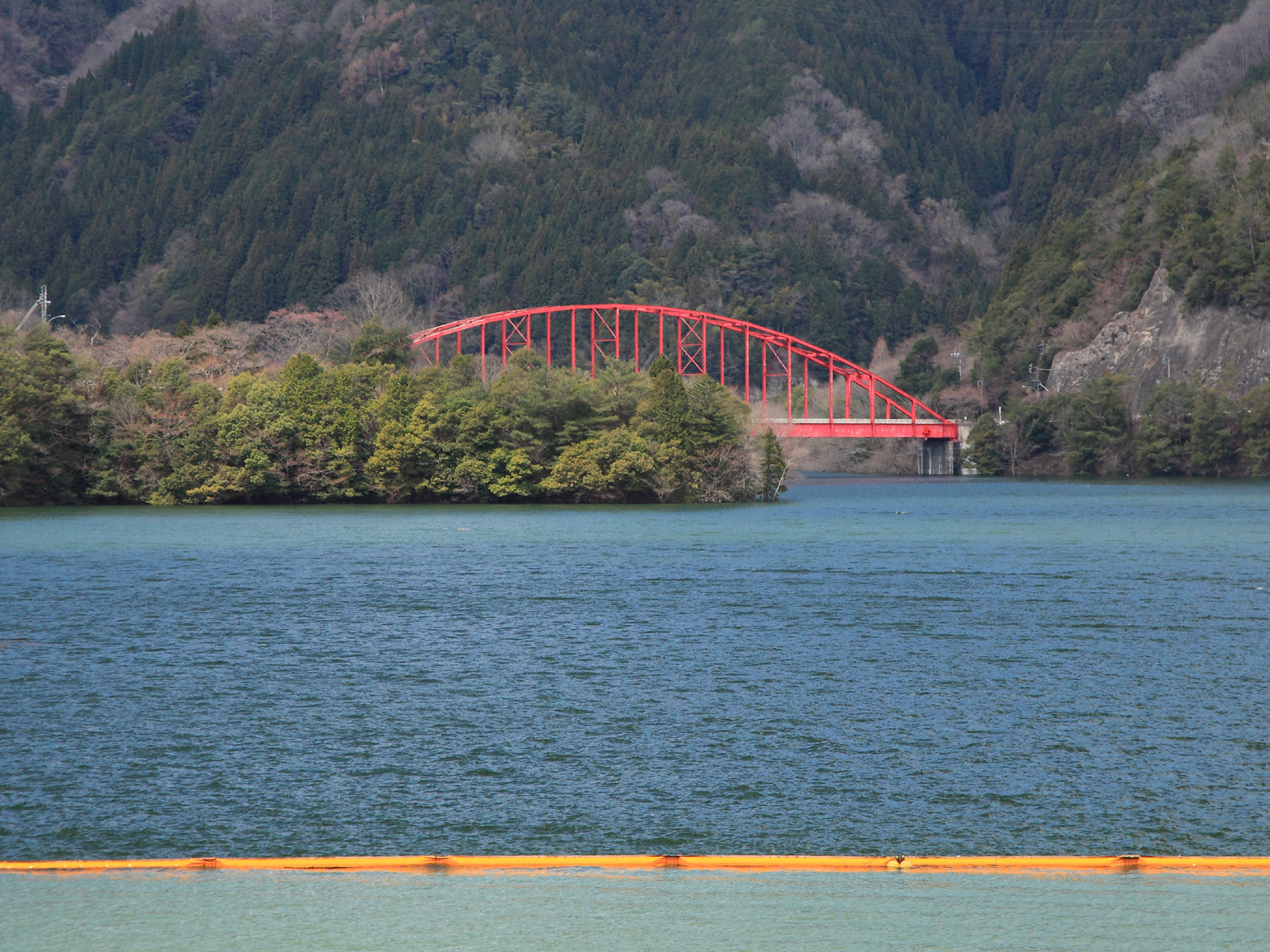
Lago Okuyahagi

### Municipalidades vizinhas

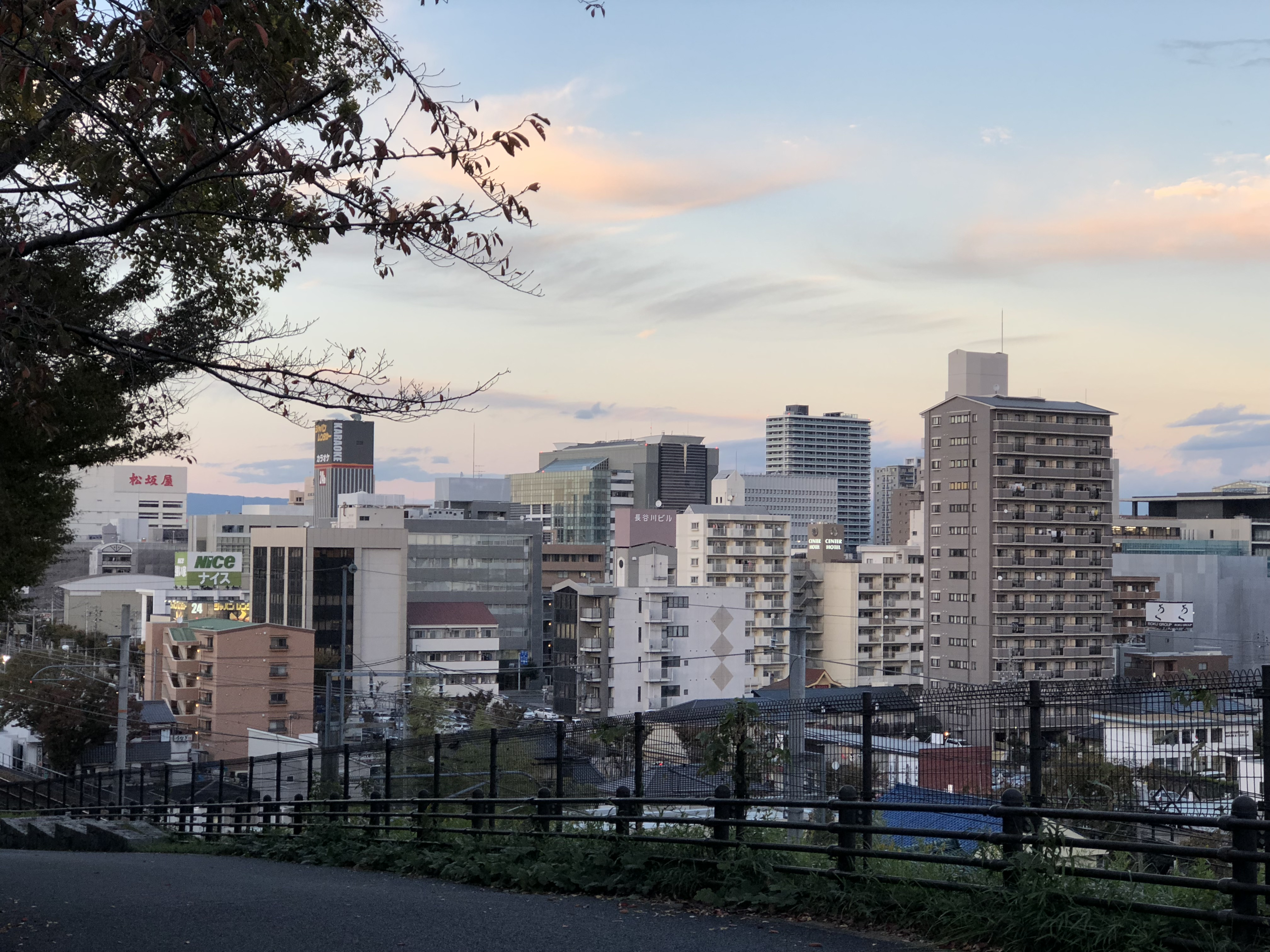
Vista de Toyota

- Prefeitura de Aichi
  - Anjō
  - Okazaki
  - Kariya
  - Shinshiro
  - Seto
  - Chiryu
  - Nisshin
  - Nagakute
  - Miyoshi
  - Shitara
- Prefeitura de Gifu
  - Toki
  - Mizunami
  - Ena
- Nagano
  - Neba

## Educação

### Faculdades e universidades
- Universidade Aichi Gakusen[8]
- Instituto de Tecnologia de Aichi

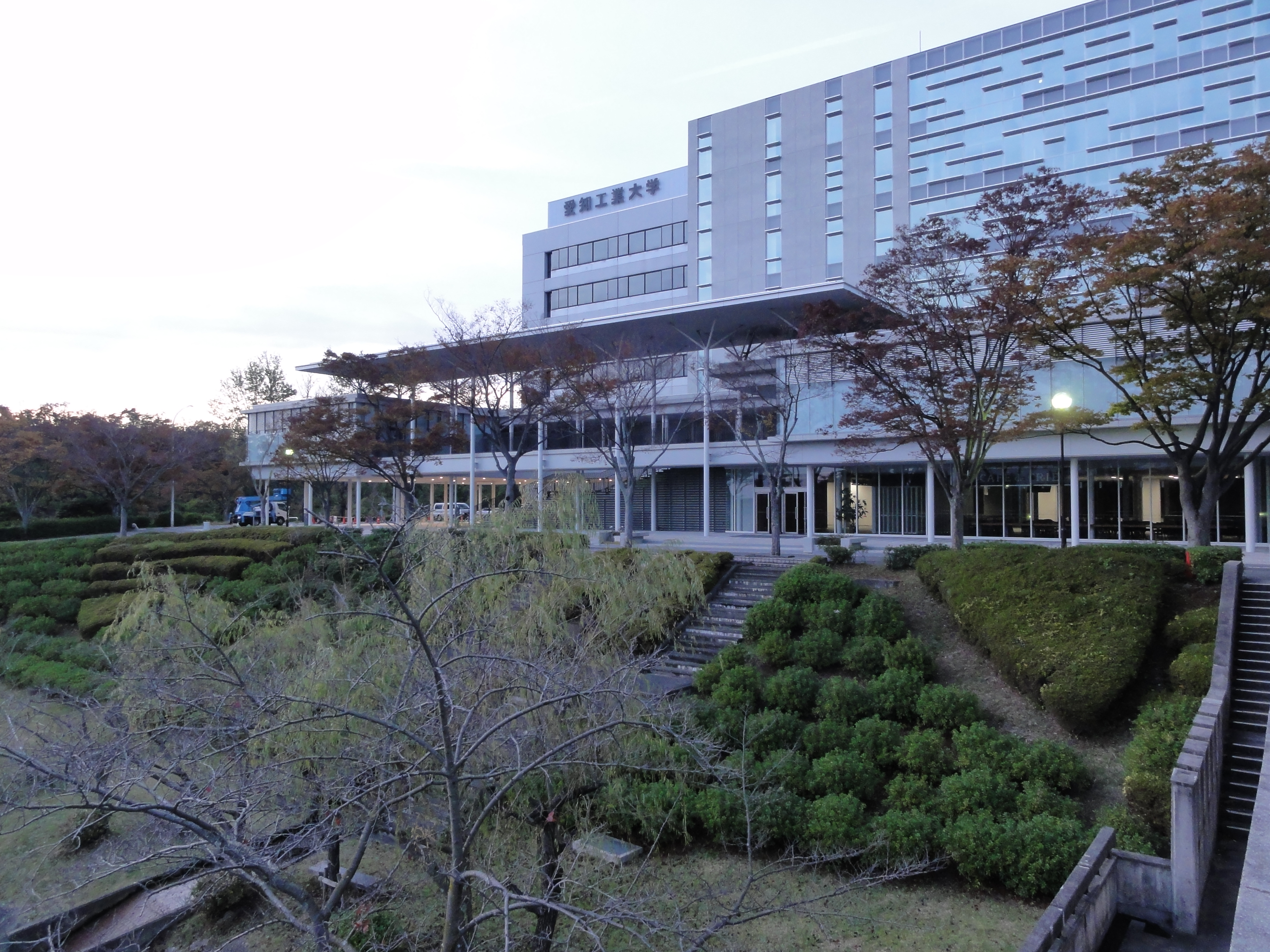
Instituto de Tecnologia de Aichi

- Toyota National College of Technology
- Aichi Mizuho College
- Universidade Ohkagakuen – campus Toyota
- Universidade Chukyo – campus Toyota[9]
- Japanese Red Cross Toyota College of Nursing[10]

### Escolas internacionais
- Escola Alegria de Saber – Escola Brasileira[11]
- Escola NECTAR – Escola primária Brasileira[11]
- Escola Pintando o Sete – Escola primária Brasileira[11]

## Atrações locais

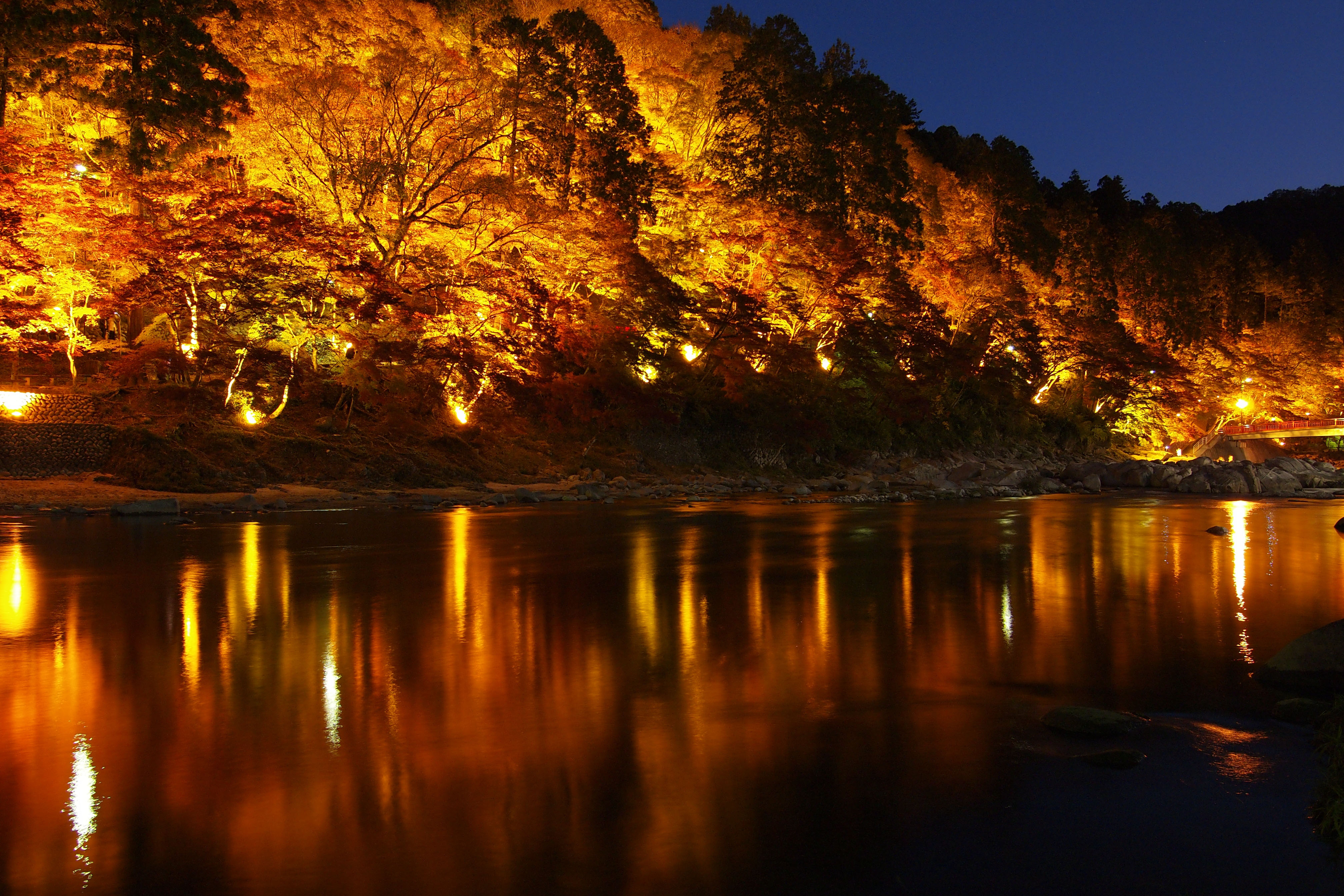
Kōrankei iluminado

- Área Asuke (Grupo de Construções Tradicionais)[12]
- Museu de Arte Municipal de Toyota
- Museu Automobilístico de Toyota
- Kōrankei[12]
- Obara shikizakura
- As ruínas de Matsudaira

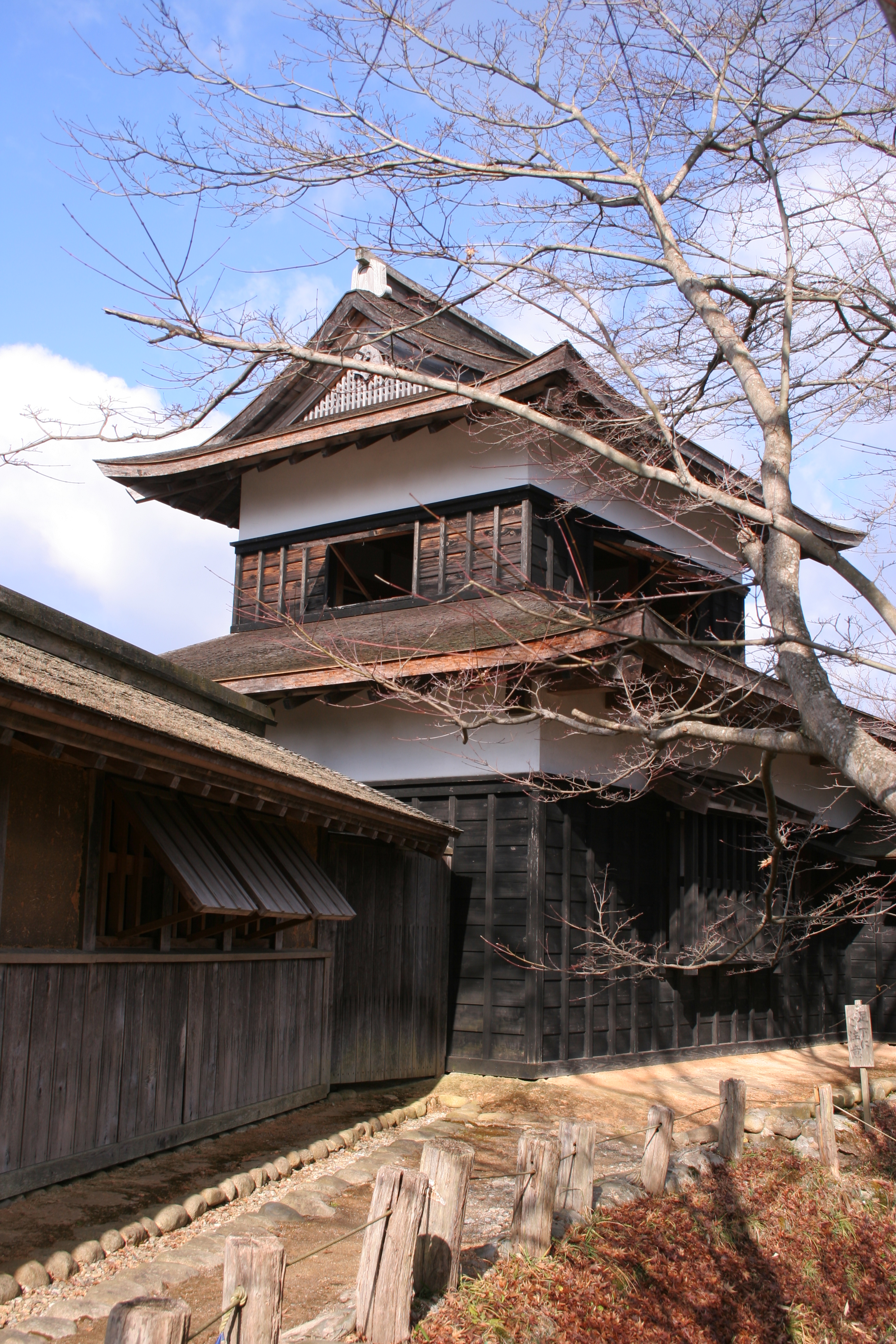
Castelo de Asuke
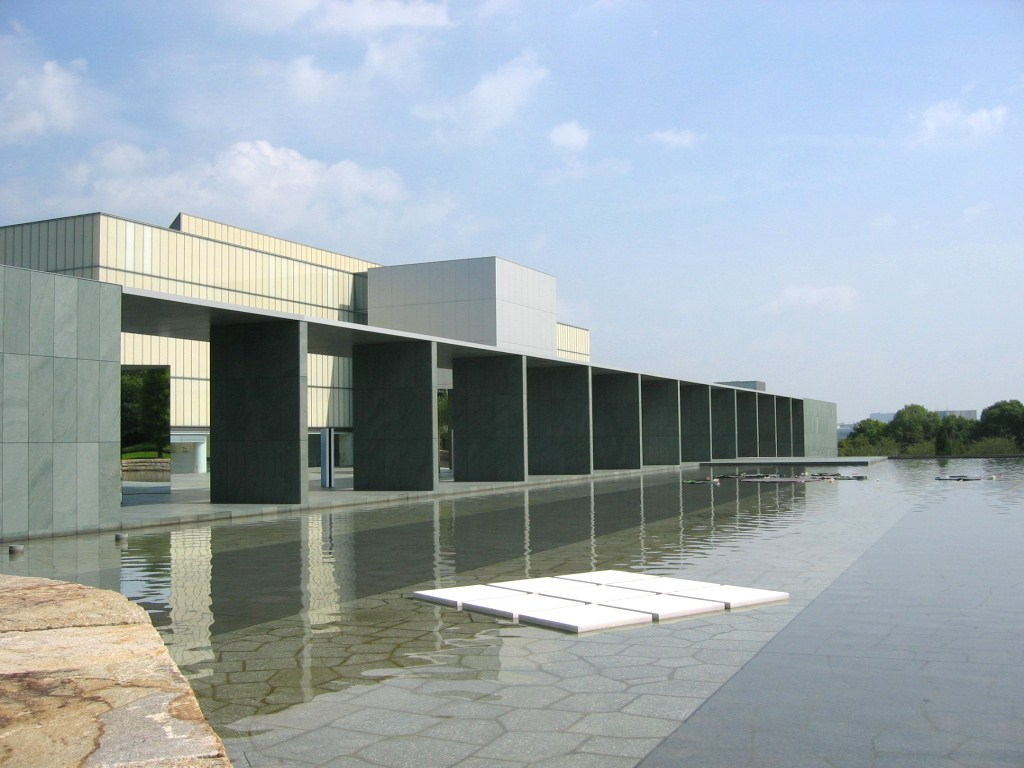
Museu de Arte Municipal de Toyota
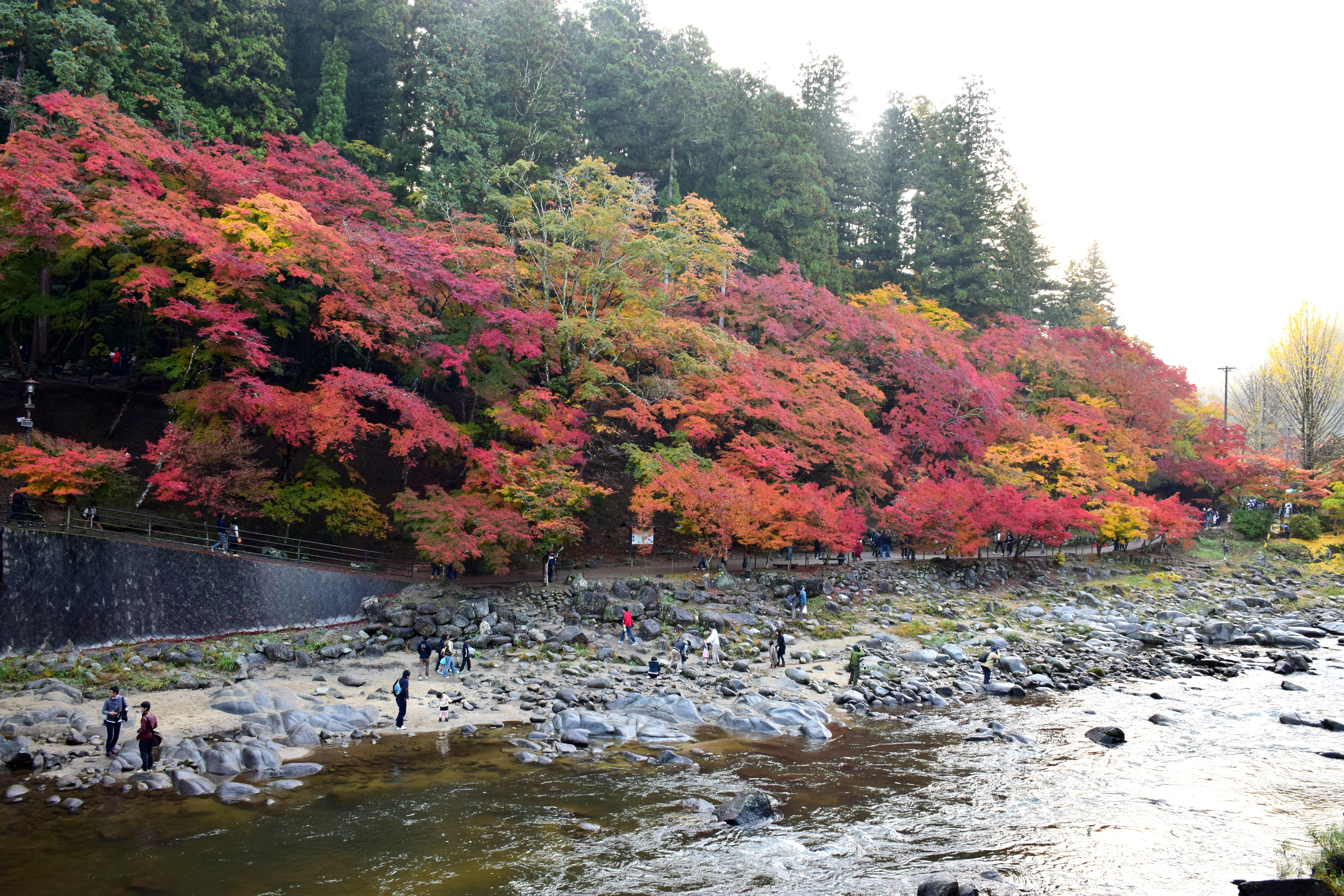
Folhas de outono em Kōrankei
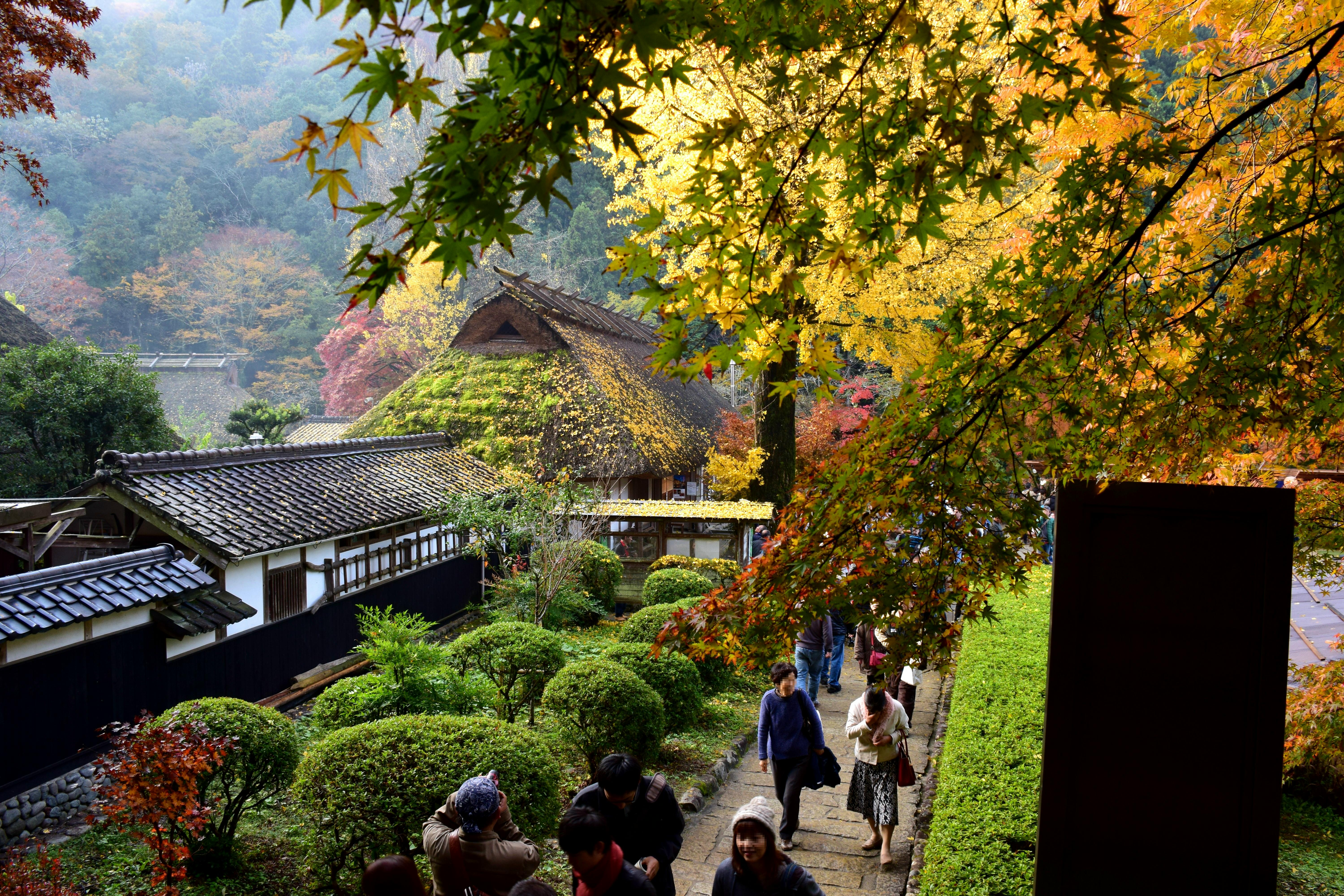
Sanshu Asuke Yashiki
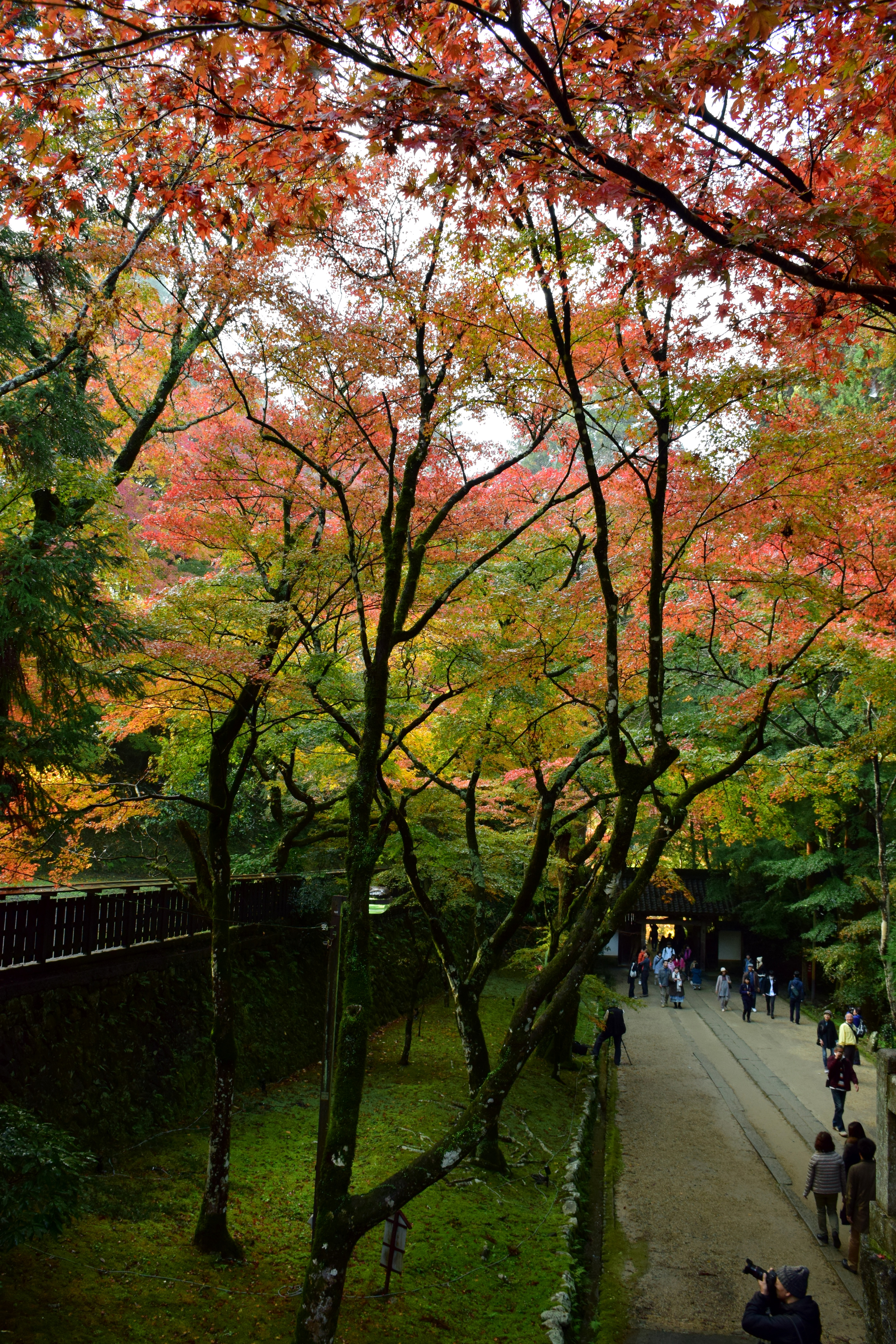
Kōjaku-ji
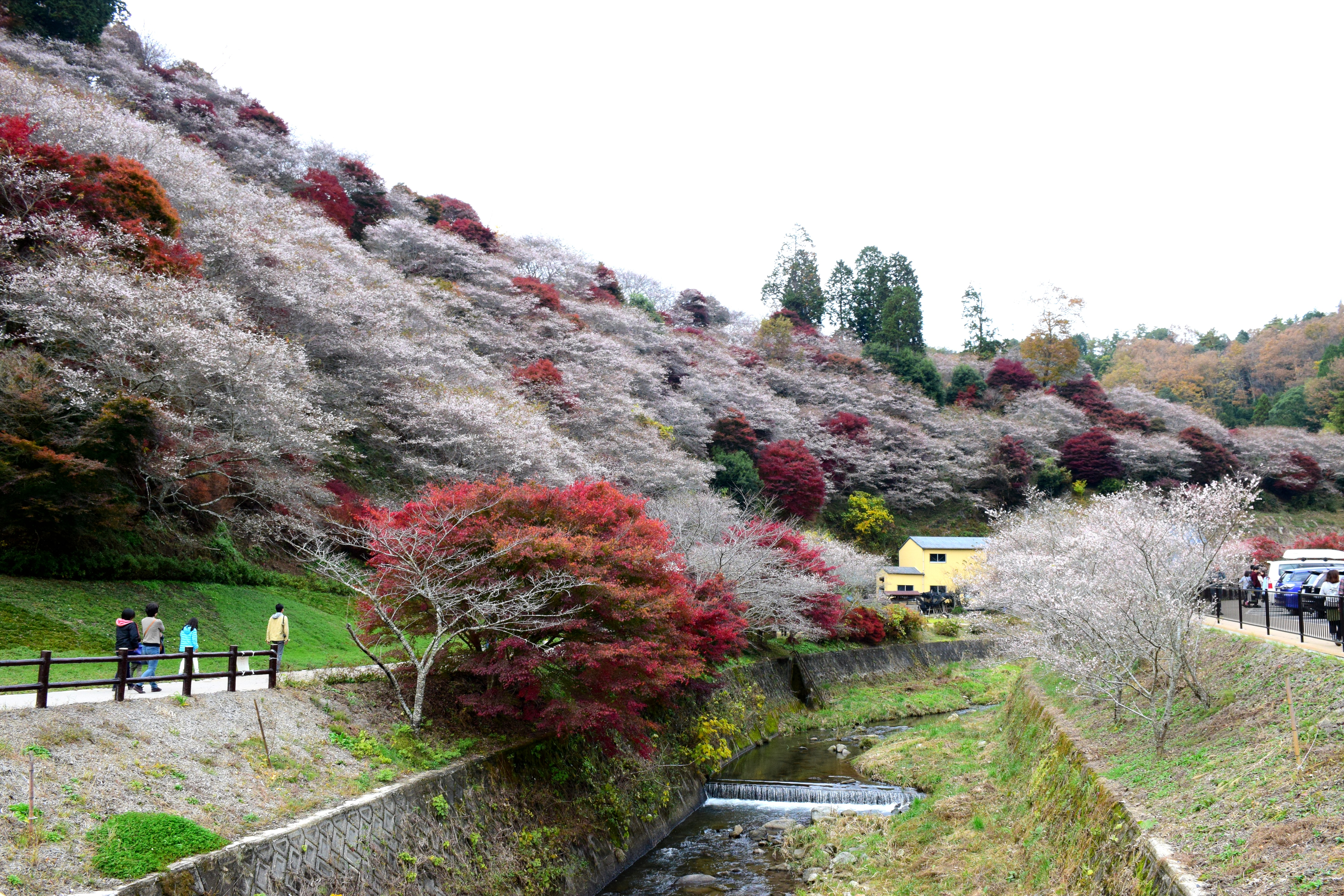
Obara shikizakura
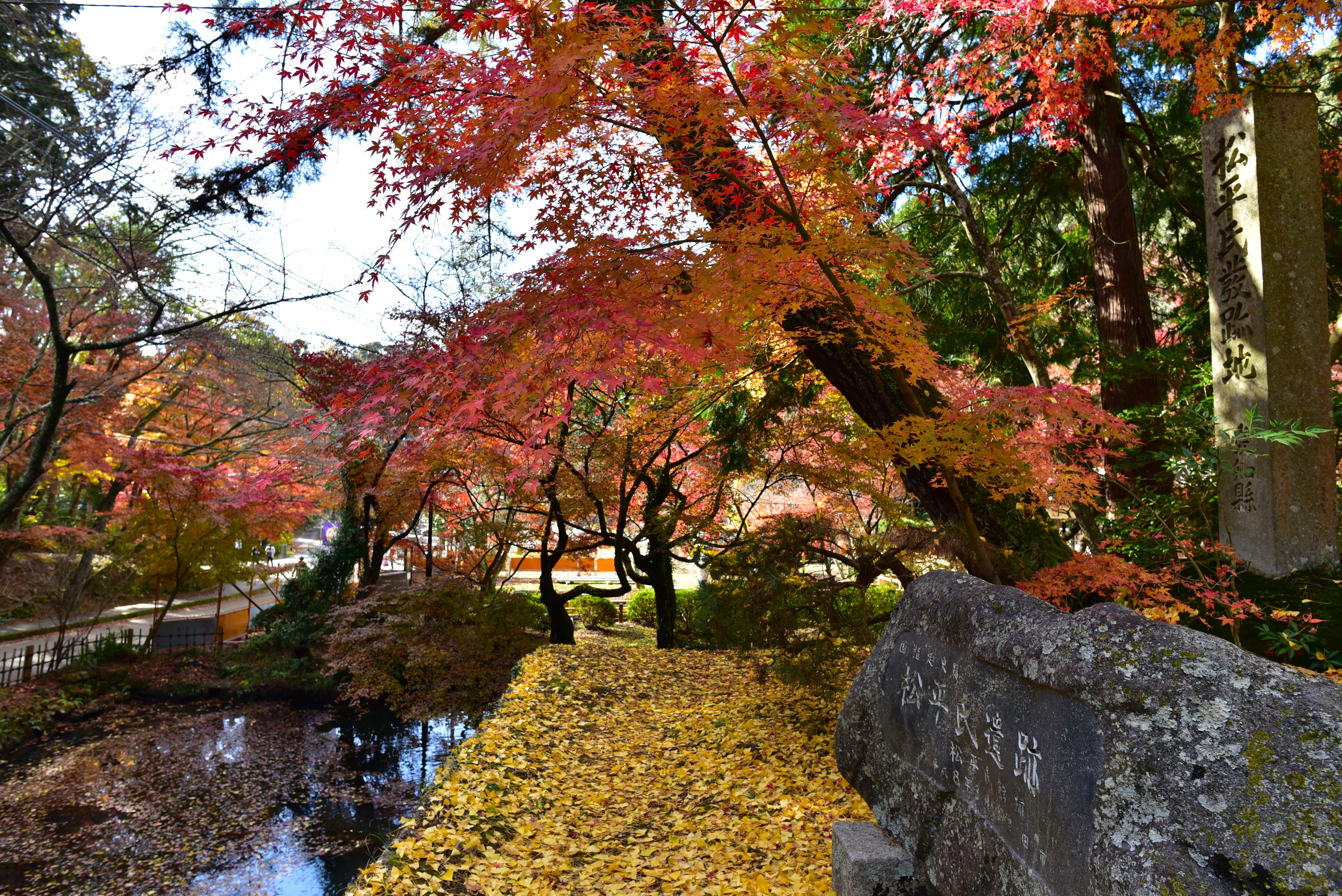
As ruínas de Matsudaira

## Cidades-irmãs
- Detroit, Estados Unidos
- Derby, Reino Unido